# Volo FedEx 1406
Il volo FedEx 1406 era un volo per trasporto merci nazionale dall'aeroporto Internazionale di Memphis, Memphis, Tennessee, all'aeroporto Internazionale Generale Edward Lawrence Logan, Boston, Massachusetts, negli Stati Uniti d'America. Il 5 settembre 1996, un McDonnell Douglas DC-10-10F operante su tale tratta subì un incendio a bordo mentre si trovava sopra New York. I tre membri dell'equipaggio e i due passeggeri a bordo evacuarono con successo dopo un atterraggio di emergenza all'aeroporto Internazionale Stewart di New Windsor, New York. Il DC-10 venne consumato dalle fiamme. Dopo un'indagine approfondita, il National Transportation Safety Board non fu in grado di determinare cosa avesse causato l'incendio. Tuttavia, la Federal Aviation Administration formulò raccomandazioni per prevenire simili incidenti in futuro.

## L'aereo
Il velivolo coinvolto era un McDonnell Douglas DC-10-10F, marche N68055, numero di serie 47809, numero di linea 191. Volò per la prima volta nel 1975 e venne consegnato a Continental Airlines nel marzo dello stesso anno. Nel 1980 venne convertito dalla configurazione passeggeri a quella per trasporto merci e venne consegnato a FedEx, ora FedEx Express, nel marzo 1980. Era alimentato da 3 motori turboventola General Electric CF6-6D. Al momento dell'incidente, l'aereo aveva circa 21 anni e aveva accumulato 38 271 ore di volo in 17 818 cicli di decollo-atterraggio.

## L'equipaggio
C'erano tre membri dell'equipaggio e due passeggeri sul volo 1406. Il comandante era un maschio di 47 anni, con 12 344 ore di esperienza di volo, il primo ufficiale era un maschio di 41 anni, con 6 535 ore di volo, e l'ingegnere di volo era un maschio di 45 anni, con 3 704 ore di volo. A bordo c'erano anche due impiegati di FedEx seduti sui jumpseat della cabina di pilotaggio.

## L'incidente
Il volo 1406 partì dall'aeroporto internazionale di Memphis alle 03:42 ora locale, in rotta verso l'aeroporto internazionale di Logan, Boston, Massachusetts, con arrivo previsto alle 07:42.
Alle 05:42, l'aereo stava volando a 33 000 piedi (10 000 m) sopra lo stato di New York quando l'allarme antincendio per fumo in cabina suonò nel cockpit. I rilevatori di fumo di diverse zone del vano di carico del ponte principale dell'aeromobile avvisarono i piloti, spingendo gli occupanti a indossare le maschere anti-fumo. I sistemi di controllo iniziarono a guastarsi e l'equipaggio notò anche che il fumo stava entrando nella cabina di pilotaggio. L'equipaggio informò il controllore del traffico aereo di Boston (ATC) sulla situazione; l'ATC suggerì un atterraggio di emergenza all'aeroporto di Albany County, a 80 km di distanza, o all'aeroporto internazionale Stewart a New Windsor, a 40 km di distanza. L'equipaggio decise di atterrare a Stewart.
Alle 05:49, il velivolo era in fase di avvicinamento e i vigili del fuoco dell'aeroporto si prepararono per intervenire sulla pista 27. Il DC-10 atterrò con successo alle 05:54 e si diresse in una via di rullaggio, dove si fermò per poter permettere l'intervento dei servizi di emergenza. L'equipaggio e i passeggeri cercarono di evacuare l'aeromobile, ma non fu possibile aprire né i portelloni della cabina né i finestrini del cockpit poiché la fusoliera era ancora pressurizzata. Dopo la depressurizzazione, i piloti riuscirono a uscire attraverso i finestrini della cabina di pilotaggio e i passeggeri attraverso uno dei portelloni anteriori della fusoliera. I pompieri non riuscirono a trovare la fonte del fumo a causa del carico all'interno della cabina e, quaranta minuti dopo, anche la fusoliera dell'aereo cominciò a bruciare; l'incendio venne estinto quattro ore dopo l'atterraggio dell'aeromobile.

## Le indagini
Poiché il danno provocato dall'incendio fu molto esteso, l'indagine del National Transportation Safety Board (NTSB) non riuscì a determinare l'origine delle fiamme. Il 22 luglio 1998, l'NTSB pubblicò il final report, concludendo, "la probabile causa di questo incidente è stata un incendio a bordo di origine indeterminata".